# Circonscription de Kilkís
La circonscription de Kilkís (en grec Εκλογική περιφέρεια Κιλκίς) est une circonscription législative de la Grèce. Elle correspond au territoire du nome de Kilkís. Elle compte 105 398 électeurs inscrits en janvier 2015.

Situation de la circonscription de Kilkís

## Élections législatives de mai 2012

### Résultats
La circonscription de Kilkís élit trois députés en mai 2012. Les élections ont lieu au scrutin proportionnel plurinominal avec prime majoritaire et un seuil de représentation de 3 % des suffrages exprimés au niveau national.
67 011 électeurs se sont exprimés sur 107 878 inscrits, soit un taux de participation de 62,12 %. Parmi les vingt-deux listes candidates, trois listes obtiennent chacune un siège dans la circonscription.
| Rang | Liste                              | Nombre de voix | Pourcentage des voix | Nombre de sièges |
| ---- | ---------------------------------- | -------------- | -------------------- | ---------------- |
| 1    | Nouvelle Démocratie                | +17 399,       | 26,62 %              | 1                |
| 2    | Mouvement socialiste panhellénique | +09 818,       | 15,02 %              | 1                |
| 3    | SYRIZA                             | +06 963,       | 10,65 %              | 1                |
| 4    | Parti communiste de Grèce          | +06 372,       | 9,75 %               | 0                |
| 5    | Grecs indépendants                 | +06 205,       | 9,49 %               | 0                |
| 6    | Aube dorée                         | +05 349,       | 8,18 %               | 0                |
| 7    | Gauche démocrate                   | +03 543,       | 5,42 %               | 0                |

### Députés

#### Nouvelle Démocratie
La liste de la Nouvelle Démocratie est en tête et obtient un siège.
| Rang | Nom                 | Nombre de voix |
| ---- | ------------------- | -------------- |
| 1    | Georgios Georgandas | +5 684,        |

#### Mouvement socialiste panhellénique
La liste du Mouvement socialiste panhellénique est deuxième et obtient un siège.
| Rang | Nom                    | Nombre de voix |
| ---- | ---------------------- | -------------- |
| 1    | Théodoros Parastatidis | +3 919,        |

#### SYRIZA
La liste de la SYRIZA est troisième et obtient un siège.
| Rang | Nom                      | Nombre de voix |
| ---- | ------------------------ | -------------- |
| 1    | Iríni-Eléni Agathopoúlou | +2 042,        |

## Élections législatives de juin 2012

### Résultats
La circonscription de Kilkís élit trois députés en juin 2012. Les sièges sont répartis à l'issue d'un scrutin proportionnel plurinominal avec prime majoritaire entre les listes ayant obtenu au moins 3 % des suffrages exprimés au niveau national.
64 279 électeurs se sont exprimés sur 107 811 inscrits, soit un taux de participation de 59,62 %. Parmi les dix-sept listes candidates, trois listes obtiennent chacune un siège dans la circonscription.
| Rang | Liste                              | Nombre de voix | Pourcentage des voix | Nombre de sièges |
| ---- | ---------------------------------- | -------------- | -------------------- | ---------------- |
| 1    | Nouvelle Démocratie                | +23 010,       | 36,14 %              | 1                |
| 2    | SYRIZA                             | +12 112,       | 19,02 %              | 1                |
| 3    | Mouvement socialiste panhellénique | +09 086,       | 14,27 %              | 1                |
| 4    | Aube dorée                         | +04 961,       | 7,79 %               | 0                |
| 5    | Grecs indépendants                 | +04 527,       | 7,11 %               | 0                |
| 6    | Parti communiste de Grèce          | +03 427,       | 5,38 %               | 0                |
| 7    | Gauche démocrate                   | +02 973,       | 4,67 %               | 0                |

### Députés

#### Nouvelle Démocratie
La liste de la Nouvelle Démocratie est en tête et obtient un siège.
| Rang | Nom                 |
| ---- | ------------------- |
| 1    | Geórgios Georgandás |

#### SYRIZA
La liste de la SYRIZA est deuxième et obtient un siège.
| Rang | Nom                      |
| ---- | ------------------------ |
| 1    | Iríni-Eléni Agathopoúlou |

#### Mouvement socialiste panhellénique
La liste du Mouvement socialiste panhellénique est troisième et obtient un siège.
| Rang | Nom                    |
| ---- | ---------------------- |
| 1    | Théodoros Parastatidis |

## Élections législatives de janvier 2015

### Résultats
La circonscription de Kilkís élit trois députés en janvier 2015. Les sièges sont répartis à l'issue d'un scrutin proportionnel plurinominal avec prime majoritaire entre les listes ayant obtenu au moins 3 % des suffrages exprimés au niveau national.
62 461 électeurs se sont exprimés sur 105 398 inscrits, soit un taux de participation de 59,26 %. Parmi les dix-sept listes candidates, trois listes obtiennent chacune un siège dans la circonscription.
| Rang | Liste                              | Nombre de voix | Pourcentage des voix | Nombre de sièges |
| ---- | ---------------------------------- | -------------- | -------------------- | ---------------- |
| 1    | Nouvelle Démocratie                | +20 134,       | 33,01 %              | 1                |
| 2    | SYRIZA                             | +17 936,       | 29,40 %              | 1                |
| 3    | Aube dorée                         | +05 244,       | 8,60 %               | 1                |
| 4    | Mouvement socialiste panhellénique | +04 128,       | 6,77 %               | 0                |
| 5    | Parti communiste de Grèce          | +03 623,       | 5,94 %               | 0                |
| 6    | Grecs indépendants                 | +02 527,       | 4,14 %               | 0                |
| 7    | La Rivière                         | +02 252,       | 3,69 %               | 0                |

### Députés
La répartition des sièges au sein de chaque liste élue dépend du nombre de voix obtenues individuellement par chaque candidat, suivant le système du vote préférentiel. Dans la circonscription de Kilkís, les listes peuvent comporter jusqu'à cinq candidats. Les électeurs peuvent exprimer un vote préférentiel pour l'un des candidats sur la liste pour laquelle ils votent.

#### Nouvelle Démocratie
La liste de la Nouvelle Démocratie est en tête et obtient un siège.
| Rang | Nom                 | Nombre de voix |
| ---- | ------------------- | -------------- |
| 1    | Georgios Georgandas | +7 554,        |

#### SYRIZA
La liste de la SYRIZA est deuxième et obtient un siège.
| Rang | Nom                    | Nombre de voix |
| ---- | ---------------------- | -------------- |
| 1    | Theodoros Parastatidis | +6 426,        |

#### Aube dorée
La liste d'Aube dorée est troisième et obtient un siège.
| Rang | Nom                   | Nombre de voix |
| ---- | --------------------- | -------------- |
| 1    | Chrístos Chatzisávvas | +1 652,        |